# Down by the Seaside

Down by the Seaside är en låt av Led Zeppelin på albumet Physical Graffiti från 1975. 
Låten skrevs 1970 i en liten stuga i Bron-Yr-Aur (Wales) efter en krävande USA-turné inför lp-skivan Led Zeppelin III, men användes inte. Bandet elektrifierade låten 1971 inför Led Zeppelin IV men den hamnade återigen utanför skivan. När "Physical Graffiti" blev en dubbelskiva plockades låten fram och placerades på den andra skivan. Låten är speciell då den är ovanligt mycket poppigare än många av bandets andra låtar. Led Zeppelin har aldrig framfört låten live.